# Буркут Іван Сидорович
Іван Сидорович Буркут (3 квітня 1920, Мліїв — 2 жовтня 1943) — Герой Радянського Союзу, в роки радянсько-німецької війни командир відділення 42-го окремого саперного батальйону (136-я стрілецька дивізія, 38-ма армія, Воронезький фронт), сержант.

## Біографія
Народився у селі Мліїв Городищенського району Черкаської області в сім'ї селянина. Українець. Освіта неповна середня. Працював у колгоспі імені Леніна. 
В 1939 році вступив до лав Червоної Армії. Брав участь у відвоюванні Києва восени 1943 року. Виконуючи бойовий наказ, протягом двох діб під обстрілом німецької артилерії Іван Буркут здійснив 25 рейсів, переправив на правий берег кілька сотень бійців з боєприпасами і зброєю. Ризикуючи життям, узявся виконати наказ командування і зміг відновити зв'язок, взявши кінець проводу і перетнувши Дніпро вплав. Загинув від вибуху німецької міни.
Посмертно нагороджений Указом Президії Верховної Ради СРСР від 13 листопада 1943 року званням Героя Радянського Союзу. 

## Нагороди, пам'ять
Нагороджений орденом Леніна, медаллю.
Ім'я Героя носить вулиця в селі Мліїв. Подвигу Івана Буркута присвячено спеціальний куток в шкільному музеї села Мліїв.